# Бородай, Екатерина Васильевна
Екатерина Васильевна Бородай (укр. Катерина Василівна Бородай, в замужестве Збандут; род. 1983) — украинская спортсменка-тяжелоатлет (пауэрлифтинг); Мастер спорта (2000), Мастер спорта международного класса (2000), Заслуженный мастер спорта Украины (2005).

## Биография
Родилась 3 июля 1983 года в Жданове (ныне Мариуполь) Украинской ССР.
В 2007 году окончила Мариупольский государственный университет, в 2008 году — Харьковскую академию физической культуры.
Выступала за Мариупольский спортивный клуб «Вингс-спорт» в весовых категориях 5 и 82,5 кг в течение 1999—2008 годов. С 2003 года Екатерина Бородай являлась членом сборной команды Украины. Её тренером был Иван Збандут, за которого она вышла замуж.
Была победительницей первенств мира среди женщин в 2005 году. Бронзовый призёр чемпионатов Европы среди юниоров (2001) и взрослых (2008). Владелица Кубка Украины 2007 года.
Занимается общественной деятельностью, является депутатом Ялтинского (Мангушский район Донецкой области) поселкового совета.